# 范西普雷里 (伊利諾伊州)
范西普雷里（英語：Fancy Prairie）是位於美國伊利諾伊州默納德縣的一個非建制地區。該地的面積和人口皆未知。

## 地理
范西普雷里的座標為39°59′51″N 89°35′58″W / 39.99750°N 89.59944°W，而該地的平均海拔高度為189米（即620英尺）。